# Herzfrequenz
Die Herzfrequenz oder Herzschlagfrequenz (kurz: HF) oder Herzrate (HR) ist die Anzahl der Herzschläge pro Zeitspanne. Die übliche Einheit ist min−1 oder gleichbedeutend bpm (englisch beats per minute). Die Herzschlagfrequenz wird häufig mit dem Puls gleichgesetzt, was streng genommen nicht richtig ist, da der Puls sämtliche Qualitäten der Druckkurve umfasst. Die Herzfrequenz ist sowohl der Quotient aus Herzzeitvolumen und Schlagvolumen als auch der Quotient aus mittlerer Herzleistung und mittlerer Arbeit eines Herzschlags. Der Kehrwert der Herzfrequenz ist die mittlere Dauer eines vollständigen Herzzyklus.

## Herzfrequenz beim Menschen
Die Herzschlagfrequenz beim Menschen ist abhängig von der Belastung, vom Alter und von der körperlichen Fitness. Ein Neugeborenes hat in Ruhe eine Herzschlagfrequenz von ca. 120 Schlägen pro Minute, während ein 70-Jähriger eine Frequenz um die 70 Schläge pro Minute aufweist. Die Herzschlagfrequenz beträgt bei einem gesunden Menschen in Ruhe 50 bis 100 Schläge pro Minute. Beim herzkranken Patienten müssen diese Grenzwerte entsprechend der kardialen Grunderkrankung verschoben werden.
Die Herzfrequenz des Gesunden unterliegt vielfältigen Einflüssen. Ein wesentlicher Teil der Regulation erfolgt durch das autonome Nervensystem im Gleichgewicht vom stimulierenden Sympathikus und dämpfenden Parasympathikus, des Weiteren spielen im Blutkreislauf zirkulierende Hormone, insbesondere Katecholamine, eine Rolle.
Eine erhöhte Herzfrequenz wird als Tachykardie, eine verringerte als Bradykardie bezeichnet.
Ist die Tachykardie unter körperlicher Belastung eine normale Reaktion des Körpers, die es ihm ermöglicht, das Herzzeitvolumen den momentanen Erfordernissen anzupassen, kann eine Erhöhung der Ruheherzfrequenz auf verschiedene Erkrankungen hinweisen. Neben primär kardialen (im Herzen liegenden) kommen hier auch systemische (also den ganzen Körper betreffende) Ursachen wie z. B. eine beginnende oder manifeste Infektionskrankheit in Frage. Auch psychische Anspannung kann durch Verschiebung des autonomen Gleichgewichts hin zur Sympathikusaktivierung eine Erhöhung der Herzfrequenz bewirken.
Die Bradykardie kann ebenfalls pathologische Ursachen haben. Physiologischerweise tritt sie jedoch bei Leistungssportlern auf, da hier der Herzmuskel durch das sportliche Training an Masse zunimmt und somit pro Herzschlag mehr Blut transportieren kann. Der Ruhebedarf des Körpers kann so bei einer niedrigeren Herzfrequenz gedeckt werden, gleichzeitig ist, was ja der Sinn der Anpassung ist, die maximale Belastbarkeit höher. So wurde z. B. bei dem Radrennfahrer Miguel Indurain ein Ruhepuls von 28 Schlägen pro Minute gemessen. Bei einem durchschnittlich trainierten Ausdauersportler ist eine Ruhe-Herzschlagfrequenz mit 35 bis 45 Schlägen pro Minute ebenfalls niedriger als bei einem untrainierten Menschen.
Die maximale Herzschlagfrequenz (auch: Maximalpuls) ist die Anzahl der Herzschläge pro Minute, die ein Mensch bei größtmöglicher körperlicher Anstrengung erreichen kann. Die maximale Herzschlagfrequenz ist eine individuelle Größe und kann durch Ergometrie bestimmt werden. Faustregeln zur Bestimmung des eigenen Maximalpulses (wie z. B. Maximalpuls = 220 – Lebensalter in Jahren) sind dagegen wenig tauglich, da sie sich auf statistische Mittelwerte beziehen und der individuelle Wert davon um mehr als 30 Schläge abweichen kann.

## Herzfrequenz bei Tieren
Bei Säugetieren gilt in der Regel, dass die Herzschlagfrequenz umso niedriger ist, je größer ein Tier ist. Die Gesamtzahl der Herzschläge im gesamten Leben eines Säugetieres beträgt rund eine Milliarde. Der Mensch ist dabei eine Ausnahme: er bringt es maximal auf fast vier Milliarden Herzschläge.
In der folgenden Tabelle sind Herzfrequenzen für ausgewachsene Tiere in Ruhe angegeben, bei manchen Arten zusätzlich das Körpergewicht und bei wechselwarmen Tieren die Temperatur, bei der gemessen wurde. Wenn nicht anders angegeben, beruhen die Zahlenangaben auf dem Lehrbuch von Heinz Penzlin.
| Blauwal (100 t)         | 6       |
| Elefant (4000 kg)       | 25–30   |
| Kuh                     | 55–80   |
| Mensch (70 kg)          | 72      |
| Katze (4 kg)            | 97±27   |
| Giraffe                 | 170     |
| Ratte (300 g)           | 350     |
| Maus (30 g)             | 600     |
| Zwergfledermaus         | bis 972 |
| Etruskerspitzmaus (2 g) | 1000    |

| Truthahn      | 93       |
| Taube         | 192–244  |
| Bussard       | 301      |
| Krähe         | 342      |
| Kanarienvogel | 800–1000 |

| Aale (13–16 °C)     | 46–68 |
| Frosch (22 °C)      | 35–40 |
| Schildkröte (29 °C) | 11–37 |
| Kreuzotter          | 40    |

| Wattwurm                                         | 13–22        |
| Teichmuschel (18 °C)                             | 4–6          |
| Octopus (Krake, 18 °C)                           | 32           |
| Weinbergschnecke (15–20 °C)                      | 50           |
| Amerikanischer Hummer (18 °C)                    | 50–136       |
| Wasserassel                                      | 180–200      |
| Daphnia (20 °C)                                  | 250–450      |
| Roter Amerikanischer Sumpfkrebs                  | 120          |
| Eurypelma californicum, eine Vogelspinne (~12 g) | 21           |
| kleine Spinnen                                   | 100 und mehr |

### Physiologische Kontrolle über die Herzfrequenz
Große Tümmler können – offenbar durch instrumentelle Konditionierung – lernen, ihre Herzfrequenz abhängig von externen Signalen beim Tauchen schnell und selektiv zu verlangsamen, um Sauerstoff zu sparen. Beim Menschen dauert die Regulierung der Herzfrequenz durch Methoden wie Musikhören, Meditation oder vagale Manöver länger und senkt die Herzfrequenz nur in einem deutlich geringeren Ausmaß.

## Herzfrequenzvariabilität
Die Herzfrequenzvariabilität, auch „Herzratenvariabilität“ (HRV, von englisch heart rate variability), bezeichnet die Eigenschaft der Herzfrequenz des Gesunden, sich ständig geringfügig zu ändern. Sie ist Ausdruck der diversen Regulationsmechanismen des Körpers, die zur Erhaltung der Stabilität des Herz-Kreislauf-Systems erforderlich sind. Die Herzfrequenzvariabilitätsanalyse versucht diese Veränderungen quantitativ zu erfassen und für diagnostische und prognostische Zwecke nutzbar zu machen. Eine Veränderung (meist Reduktion) einzelner Maße bzw. Komponenten der Herzfrequenzvariabilität ist für verschiedene Erkrankungen beschrieben worden, so u. a. bei Bluthochdruck und septischem Schock. Die Analyse der Herzschlagstreuung sowie deren Veränderung bei Belastung gestattet Rückschlüsse auf Art und Schwere bestimmter Erkrankungen. Insbesondere als Kriterium für die Prognoseeinschätzung des Herzinfarktes hat sie Akzeptanz gefunden. Sportmedizinische Forschungsergebnisse weisen auf eingeschränkte Eignung der HRV bei der Trainingssteuerung hin.
Die Herzratenvariabilität kann durch biofeedbackgestützte Verfahren trainiert und verbessert werden.
Anwendungsgebiete:
- Unblutige Messung der Aktivität des Nervus vagus
- Autonome Störungen (Diabetes mellitus, Koronare Herzkrankheit)
- Unblutige Messung der Anaeroben Schwelle
- Übertraining
- Depression
- Stress
- Physische und psychische Belastungen
- Regenerationszeit nach Wettkämpfen